# Savage Cove-Sandy Cove-Shoal Cove East
Savage Cove-Sandy Cove-Shoal Cove East is een designated place (DPL) in de Canadese provincie Newfoundland en Labrador. De censusdivisie bevindt zich aan de Straat van Belle Isle in het uiterste noordwesten van het eiland Newfoundland.

## Geografie
Savage Cove-Sandy Cove-Shoal Cove East bestaat uit de drie aan elkaar grenzende dorpen aan de noordwestkust van Great Northern Peninsula, het meest noordelijke gedeelte van Newfoundland. Het betreft met name, van west naar oost, de plaatsen Savage Cove, Sandy Cove en Shoal Cove East.

## Demografie
De DPL werd voor het eerst gebruikt bij de volkstelling van 2011. Savage Cove-Sandy Cove-Shoal Cove East heeft, net als de meeste afgelegen gebieden van Newfoundland, te maken met een proces van ontvolking door vergrijzing en emigratie. Tussen 2011 en 2021 daalde de bevolkingsomvang van 443 naar 365. Dat komt neer op een daling van 78 inwoners (-17,6%) in tien jaar tijd.
| Demografische ontwikkeling tussen 2011 en 2021 |
| ---------------------------------------------- |
|                                                |
| Bron: Statistics Canada (2006–2011, 2016–2021) |

Bij de volkstelling van 2021 beschouwde Statistics Canada het gebied als zijnde een locality. Met zijn 365 inwoners is het de grootste plaats aan de Newfoundlandse kant van de Straat van Belle Isle.